# 聖衣 (聖鬥士星矢)
聖衣乃日本漫畫家車田正美的作品聖鬥士星矢中的戰鬥服，其衣狀似鬥士的盔甲。由於神話時代中許多的聖鬥士以身體作為武器，因此便需要戰鬥服的保護。每件聖衣一般有著裝及星座兩種形態：着裝形態下的聖衣能像盔甲般讓聖鬥士所穿著；星座形態的聖衣則自行組合成聖衣所屬星座的動物及物品或神話角色，故事中聖衣一般會以星座形態的模式由聖衣箱盛載。聖鬥士必須爆發體內潛能，方能使聖衣與其精神合為一體，否則聖衣只是一件很重的盔甲。聖衣會依守護星座配對主人，聖衣也會因為小宇宙來認同它的主人，但續作的尤娜似乎是例外，天鷹座在原作是白銀聖衣，在續作卻降級為青銅聖衣。另外，聖衣也是有生命的，在原作動畫中，星矢五人的青銅聖衣經過黃道十二宮戰役後已嚴重損毀，使得存活下來的五位黃金聖鬥士捐出其血液修復。

## 主要聖衣
智慧女神雅典娜之聖鬥士所穿的鎧甲稱為「聖衣」。
聖衣主要分青銅、白銀和黃金三類，分別為最低級的四十八件青銅，中級的二十四件白銀及最高級的十二件黃金聖衣，共有八十四個星座。由於是以88星座為藍本制造的，那剩下的四件又是属於誰呢？根據「大聖戰史」的暗示，剩下的四件聖衣有可能是「戰神聖戰」中出現。
- 但目前尚未確定的聖衣有：船底座，南冕座[1]，波江座，天爐座，繪架座，巨蛇座，望遠鏡座，南三角座，唧筒座，南極座，顯微鏡座，山案座，共十二件。其餘聖衣皆在動畫，漫畫及小說中出現，可從各作品中找到。

### 青銅聖衣（Bronze Cloth）
青銅聖衣乃青銅聖鬥士所穿的聖衣。共48件，每件青銅聖衣亦有所不同。但聖衣在零下150℃會被冰封。聖衣色澤為青銅色，故稱為青銅聖衣。

### 白銀聖衣（Silver Cloth）
白銀聖衣乃白銀聖鬥士所穿的聖衣。共24件，每件白銀聖衣亦有所不同。要在零下200℃會被冰封。聖衣色澤為白銀色，故稱為白銀聖衣。

### 黃金聖衣（Gold Cloth）
黃金聖衣乃最高級的聖衣，共12件，樣式按黃道十二宮上的十二星座排列設計。要絕對零度（零下273.15度（−273.15℃）才能使聖衣給冰封。聖衣色澤為黃金色，故稱為黃金聖衣。
穿着者需要极高的小宇宙，才能发挥出黄金圣衣的力量，黃金聖衣除了會依自己意識、小宇宙來認同主人之外也具備自行化為光芒移動的能力。
而第十三件黃金聖衣--蛇夫座的黃金聖衣也在聖鬥士星矢 NEXT DIMENSION 冥王神話中出場。

### 神聖衣（God Cloth）
沾上神（例如雅典娜）之血及燃燒小宇宙到極限時，聖衣便能化成近似『神衣』的『神聖衣』，穿上『神聖衣』的聖鬥士具有等同於神對抗的力量，故稱為神聖衣。

### 另類聖衣

#### 暗黒聖衣（Black Cloth）
暗黒聖衣（ブラッククロス）暗黒圣斗士身上的防具。共八十八件，外表和八十八星座的圣衣相同，但顏色是暗黑色。
※原作没被叙述，不过设定為穆大陆沉没后，是穆大陆古蹟地的死亡皇后岛被大量发现的神秘圣衣。

#### 鋼鐵聖衣（Steel Cloth）
鋼鐵聖衣（スチールクロス）動畫片獨創，共3件(omega版中設定為原生代鋼鐵聖衣，以及有大量只有裝著形態的鋼鐵聖衣)；是城戶光政生前用高科技模擬的機器聖衣，主要為秘密培養的非正規聖鬥士所用，設有模仿星座的變形。唯一的不同的是鋼鐵聖衣一旦損毀必須要加以修復一段時間，而且如果嚴重損毀就無法像聖衣一樣輕易修復。

### 聖裝衣（Dress）
聖裝衣（ドレス），見於漫畫《聖鬥少女翔》，只有聖鬥少女跟雅典娜真正心意互通之時才會出現，翔子所穿的小馬座聖衣因為接觸雅典娜的眼淚而進化為聖裝衣，見於第85回。

## 聖衣的由來
關於聖衣的由來，根據故事內聖戰史的描述是赤手空拳的聖鬥士們因為不敵身著鱗衣的海鬥士，於是雅典娜才命令穆大陸的神之工匠依據88星座製作出聖衣，聖鬥士們才得以擊退海鬥士。後來，穆大陸發生謎一般的災難，沉入太平洋海底。聖衣技術大部份失傳。許多年以後，太平洋的死亡皇后島出土了一些黑色的聖衣，是古代穆大陸製作聖衣時丟棄的瑕疵品；死亡皇后島應當是古代穆大陸的一部份。

## 其它
除聖衣外，聖鬥士星矢故事的不同階段中，不同的神祇也有衪們自成一系類似聖衣的戰鬥服。這些戰鬥服通常由敵方的戰士所穿著。

### 神鬥衣（God Robe）
北歐神話中阿薩神族主神奧丁的住處亞斯格特服侍的神鬥士們所穿的鬥衣。以北斗星為守護星的戰士，共七件，及一件影子神鬥衣。七個神鬥士以北歐神話美麗的神獸形狀出場，身上均裝飾著奧丁藍寶石。完全是原創的戰衣。
而奧丁藍寶石正是招喚隱藏的『奧丁神鬥衣』的鑰匙。

#### 奧丁神鬥衣（Odin Robe）
北歐神話中阿薩神族主神奧丁生前所穿的鬥衣（奥丁戰袍）。擁有七粒奧丁藍寶石才能招喚出來，配有一把能擊破所有邪惡的正義之劍『貝爾蒙神劍（Balmung Sword）』。故事中由主角星矢穿上。

### 鱗衣（Scale）
海神波賽頓的海鬥士所穿的鎧甲名叫『鱗衣』。
鱗（scale）是魚類身上的鱗片；換句話，以神話中，海洋生物模型創造出無數的海鬥士。
眾多海鬥士由世界七大海洋的守衛者海洋七將軍所統領。海將軍身穿的『鱗衣』比較高貴，自栩能與聖域的 『黃金聖衣』比美，共七件。另有波賽頓的侍從美人魚所穿的『鱗衣』也比較特殊。
『鱗衣』是以神獸、怪物或人物的形態，等待受海皇感召到海界的海鬥士所穿上。

### 冥衣（Surplice）
冥府之王黑帝斯的冥鬥士所穿的鎧甲稱為『冥衣』。 
『冥衣』（surplice）源自神職人員穿著的白衣，而故事中的『冥衣』設定為寶石般漆黑散發如月亮般冰冷光芒，更是冥界國度忠於黑帝斯冥鬥士的證明。被冥府魔星所选择的人穿上冥衣後，冥衣的力量就会在其身上发挥作用转化为配合冥衣的体质。换句话说，冥斗士的肉身只是使冥衣发挥机能的载体，穿在冥斗士身上的冥衣可以直接改造穿着者的身体和力量。 
『冥衣』以魔獸、惡靈、精靈、動物或地蟲姿態為藍本。總共一百零八件。對應的一百零八顆魔星由來自『水滸傳』天罡與地煞星，但並不是完全相同。 

#### 天罡冥衣
天罡『冥衣』設定上與『黃金聖衣』同級，共三十六件。

#### 地煞冥衣
地煞『冥衣』設定上與『青銅聖衣』同級，共七十二件。

#### 亡者冥衣
非黑帝斯軍正規之冥鬥士用『冥衣』，只作為给亡靈聖鬥士所用，可對應聖鬥士生前之星座同級的冥衣版本。

#### 神冥衣
冥王黑帝斯與睡神許普諾斯和死神塔那托斯所穿的神級冥衣。
雖然色澤與一般『冥衣』近似，但灰暗的色澤外，配上華麗的裝飾，顯得『冥衣』更英偉特殊。設定上，要絕對零度以下幾百倍才能使『神冥衣』給冰封起來。

### 天衣（Glory）
始於天界編 序奏〜overture〜守護奧林匹斯諸神的天使天鬥士所穿的鬥衣。

#### 日冕聖衣（Corona Cloth）
『聖鬥士星矢 真紅の少年伝說』中登場。
   
神話的時代被選為太陽神阿波羅處服侍的日冕聖鬥士才有資格擁有，只有三個人；不過他們的實力也凌駕黃金聖鬥士。
聖衣外圍有日輛火焰所保護，自比黃金聖衣以上的防禦力，因此那聖衣被稱為『日冕聖衣』。

### 神衣（Kamui）
『神衣』乃希臘神話中奧林匹斯十二主神所穿著的，總計有十二件。

### 楚真
大地母神蓋亞授予泰坦十二神的【神器】兼【戰鬥衣】，是攻防一體的神器，性能淩駕於黃金聖衣。跟其他神或者人類的【戰鬥衣】不同，每一個楚真的分解形態不是人形或者其他生物，而是武器。泰坦神族在著穿上楚真之後，仍可以在保持鎧甲不分解的情況下使用【空想具現化】的能力憑空變出自己的楚真所象徵的武器，有一些變出的武器硬度甚至在原本的楚真之上。

### 刻衣（Chrono Tector）
「聖鬥士星矢Ω」中登場。
「刻之神」薩圖恩的刻鬥士（Pallasite）所穿的鬥衣，每一件刻衣都是以武器命名，不過除了四天王、薩圖恩以及帕拉斯，其餘刻衣都沒有分解型態。每位刻鬥士都具有將他人的時間停止的能力，而刻鬥士除了雜兵可分為三個等級，其中作為表面上最強的一級刻鬥士，也就是四天王的刻衣每件都對應黃道十二宮中的三個星座。大部分刻鬥士的實力都來自他們手持的武器，只有少部分（例如四天王跟薩圖恩的左右手米拉和艾烏羅巴）的刻鬥士就算不靠武器實力依舊強大。

### 邪靈衣（Leaf）
「聖鬥少女翔」登場。
是血之赤紅和暗之漆黑混合而成，其顏色是深邃妖艷，是邪神艾莉絲（Eris 厄里斯）僕從的證明。所有效忠邪神的靈魂會獲得紛爭之樹所生的植物仿生軀體並且獲得邪靈衣。

## 模型
日本萬代玩具公司曽推出兩個聖衣模型系列，風行一時。分別為1980年代的聖鬥士聖衣大系及2000年代的聖鬥士聖衣神話

## 外部連結
- （法文）聖衣組裝圖 （页面存档备份，存于）
- （中文）聖衣硏究報告 （页面存档备份，存于）

### 模型
- （中文）聖鬥士聖衣大系
- （日語）聖鬥士聖衣大系 （页面存档备份，存于）
- （日語）聖鬥士聖衣神話 （页面存档备份，存于）
- （日語）聖鬥士聖衣神話[永久]